# Испытание освящённым хлебом
Испытание освящённым хлебом — вид Божьего суда, применявшегося в Греческой и Русской православных церквях для обличения вора. Испытание представляло собой употребление в пищу подозреваемым освящённого церковного хлеба — просфоры:

Возьми литургисованную просфору и напиши на ней: «Уста его полны проклятия, коварства и лжи; под языком его — мучение и пагуба». И напиши имена подозреваемых, и пусть каждый возьмёт свою часть и будет есть, ты же читай вышенаписанные стихи, и не могущий проглотить — и есть самый вор.

Причиной возникновения данного ритуала называют евангельский рассказ как Иисус Христос подал Иуде Искариоту кусок хлеба, когда сказал, что один из учеников предаст его, то есть тем самым обличил Иуду (Ин. 13:21-30). Этот евангельский рассказ придал в глазах верующих особые свойства в части разоблачения преступников просфорам, освящаемым в Великий четверг, когда за богослужением вспоминается Тайная вечеря. В связи с этим в своих комментариях на 61-е правило Шестого Вселенского собора Феодор Вальсамон (XII век) пишет: «Один священник был обвинён в том, что святой хлеб великого четвертка давал разным женам и мужам, чтобы обличить похитившего какую-нибудь вещь». О случаях частого извержения священников из сана по данной причине сообщают и византийские источники XIV века, что свидетельствует о многочисленных фактах употребления обряда, несмотря на его неодобрение церковью.

## Греческая церковь
Текст чинопоследования данного испытания содержится в греческих Типиконах, однако отсутствуют документы формально когда-либо устанавливавшие данную форму церковного испытания. Греческое чинопоследование известно по рукописному епитимийному номоканону 1623 года и описано на русском языке А. И. Алмазовым в 1904 году.
Акт испытания, согласно уставу, относится к общественному богослужению и совершается исключительно священником. Начало обряда представляет собой изъятие из специально приготовленной просфоры частицы по чину возношения панагии (часть богородичной просфоры, вынутая за проскомидией, которая в монастырях употреблялась в пишу за общей трапезой). При этом произносится особая молитва к Богородице, содержащая прошение: «И не презри, молюся, о чем так тебя умоляю, но объяви о сем чрез меня твоего раба». После этого совершается обычная литургия, по окончании которой священник, употребив в алтаре Святые Дары, выводит всех из храма и по одному приглашает в него испытуемых. На середине храма от освящённого хлеба им отделяется частица и влагается в рот подозреваемому. Далее устав предписывает произнести вышеуказанную строку из 9 псалма, после которой, в случае наличия вины, у испытуемого

…лицо его чернеет и глаза его вращаются и делаются дикими и бегут из них ужасные и горькие смертные слёзы, и уста его раскрываются, и, о чудо, гортань его становится зримой до конца вследствие того «возношения», которое ты вложишь в уста его, так что он не может есть, и наконец, оно начинает душить его пока он не объявит то украденное, которое он взял.

Устав предписывает сохранить в тайне имя уличённого в этом испытании вора, предписывая ему лишь вернуть украденное потерпевшему. Для выполнения этого указывается, что священнику необходимо каждому из подозреваемых дать частицу просфоры, чтобы прекращение обряда на виновном не сделало вора известным всем остальным.

## Русская церковь
В Русской церкви установление данной формы испытания известно по приводимой церковным историком митрополитом Макарием грамоте новгородского архиепископа Иоанна, изданной по случаю чудесного обнаружения воров, похитивших в 1410 году священные сосуды из Софийского собора.

Слышу я — да будет вам ведомо,— что у вас по случаю великой и малой пропажи ходят ко кресту, это делаете вы не по Божию закону. Здесь дал нам Бог знамение святых исповедников Гурия, Самона и Авива диакона, так что Божиею милостию многие правые оказываются правыми, а виноватые подпадают казни. И мы послали к вам икону тех святых исповедников в церковь Божию; то, что вы ходили ко кресту, мы вам возбраняем, но ходите к знамению Божиих святых исповедников. Священник, служа святую литургию, напишет имя Божие на хлебце (просфоре) и раздаст это всем, приходящим к имени Божию; кто съест хлебец с именем Божиим, тот окажется прав, а кто не съест хлебца, тот по Божию суду виноват будет; кто же не пойдет к хлебцу, тот без суда Божия и мирского виноват будет… А вы, священники, кроме хлеба Божия, к присяге не допускайте и нашего слова не ослушайтесь.

Дополнительно Иоанном был написан «Указ о проскомисании святым трём исповедникам», который сообщал подробности данного ритуала, а именно:
- изготовление специальной крестообразной просфоры;
- изъятие из просфоры частиц с произнесением молитв, среди которых выделяется прошение к исповедникам: «чюдо свое сотворите к вам с верою приходящим, гибельнико помозите, виноватых обличите, гортани шкодникам затворити»[8];
- поминовение за проскомидией по именам тех, кого предстоит испытывать просфорой.

Макарий (Булгаков) пишет, что это является частным распоряжением архиепископа и летописи не подтверждают, что данный обычай применялся длительное время в Новгороде.